# محمدخان سوادکوهی
محمدخان سوادکوهی یا محمدخان دادو یا دائو حاکم مازندران در دوران زندیان و اوایل قاجاریان بود که نخستین شخص از خاندان دادوی بود که به قدرت رسید. او در جنگ با قاجارها متحد زندیه بود و پس از چند بار شکست دادن ایل قاجار سرانجام از حسینقلی خان قاجار در سال ۱۱۸۰ هجری قمری شکست خورد.
مرمت مسجد فرح‌آباد به دستور کریم‌خان زند و توسط وی انجام گرفت.
محمدصادق نامی اصفهانی مورخ قرن ۱۲ عصر زندیان در تاریخ گیتی‌گشا در مورد چگونگی به قدرت رسیدن وی می‌نویسد:

محمد دادویی سوادکوهی چهل پنجاه نفر از طبریان (طبری‌ها) را که در آن هنگام ترقی عوامل نشین و گاوسوار بودند جمع آورده و به‌جانب اردوی شیخ علی خان شتافت. چون مومی الیه (فرد اشاره شده) اولین کسی بود که از مازندران به اردوی جناب شیخعلی خان رسیده از جمله سایر طبریان پیش‌تر طریق خدمت گردیده، به‌جهت تألیف قلوب سایر طبریان و امیدواری جمهور اهل مازندران او را لقب خانی داده  و محمدخان نام نهاده.